# Lénárddaróc
Lénárddaróc é um município da Hungria, situado no condado de Borsod-Abaúj-Zemplén. Tem 5,16 km² de área e sua população em 2015 foi estimada em 261 habitantes.